# Chalcoidea
Chalcoidea (лат.) — подрод травяных листоедов подсемейства хризомелин, семейства листоедов.

## Описание
Окраска тела чёрная, металлически-блестяещее зелёное, бронзовое, синее или фиолетовое. Переднеспинка и надкрылья обычно окрышены одинаково. Задние крылья могут отсутствовать, быть редуцированными или нормально развитыми.

## Классификация
В состав подрода включают следующие виды.
- Chrysolina amasiensis (Weise, 1894)
- Chrysolina analis (Linnaeus, 1767)
- Chrysolina besseri (Krynicki, 1832)  = syn. Chrysolina cinctipennis
- Chrysolina brahma Takizawa, 1980
- Chrysolina brunnicornis ( Weise, 1883)
- Chrysolina carnifex Fabricius, 1792
- Chrysolina circumducta ( Ménétries, 1848) = syn Chrysolina hyrcana
- Chrysolina dieckmanni (Mohr, 1966)
- Chrysolina extorris Brown, 1962
- Chrysolina flavomarginata (Say, 1824)
- Chrysolina hudsonica Brown, 1937
- Chrysolina immarginata (Rybakow, 1884)
- Chrysolina instabilis (Maeklin, 1877)
- Chrysolina interstincta (Suffrian, 1851)
- Chrysolina janbechynei Cobos, 1953 = syn Chrysolina curvilinea
- Chrysolina lehri (Lopatin, 1970: 184)
- Chrysolina levi Okhrimenko, 1990
- Chrysolina lia (Jacobson, 1895)
- Chrysolina lopatini (Mohr, 1966)
- Chrysolina luchti (Lopatin, 2000)
- Chrysolina manipurensis Maulik, 1926
- Chrysolina marginata (Linnaeus, 1758)
- Chrysolina pusa (Lopatin, 1962)
- Chrysolina rufilabris (Faldermann, 1835)
- Chrysolina sajanica (Jacobson, 1925)
- Chrysolina sarroensis (Kocher, 1958)
- Chrysolina sellata (Weise, 1894)
- Chrysolina superstes (Bedel, 1921)
- Chrysolina taygetana Bechyne, 1952)
- Chrysolina tesari (Roubal, 1936)
- Chrysolina turgaica (Jacobson, 1910)
- Chrysolina vagecincta (Fairmaire, 1875)
- Chrysolina vishnu (Hope, 1831)
- Chrysolina zamotajlovi L. Medvedev et Okhrimenko, 1991

## Распространение
Представители подрода встречаются в Голарктике и Ориентальной области. Большинство видов отмечено в Палеарктике.